# Rémy Mertz
Rémy Mertz (ur. 17 lipca 1995 w Luksemburgu) – belgijski kolarz szosowy.

## Osiągnięcia
Opracowano na podstawie:
2012
- 1. miejsce w klasyfikacji młodzieżowej Giro di Basilicata

2015
- 1. miejsce na 5. etapie Karpackiego Wyścigu Kurierów

2021
- 3. miejsce w Classica da Arrabida

2022
- 3. miejsce w Per sempre Alfredo

## Rankingi
| Rok             | 2014  | 2015 | 2016  | 2017  | 2018  | 2019 | 2020  | 2021 | 2022 | 2023  |
| --------------- | ----- | ---- | ----- | ----- | ----- | ---- | ----- | ---- | ---- | ----- |
| UCI World Tour  |       |      | -     | -     | 289.  |      |       |      |      |       |
| World Ranking   |       |      | 1287. | 2178. | 1129. | 850. | 1187. | 446. | 552. | 1039. |
| UCI Europe Tour | 1009. | 843. | 883.  | 1417. | 1239. | 618. | 916.  | 368. | 429. | -     |
| UCI Asia Tour   | -     | -    | -     | -     | 453.  |      |       |      |      |       |
|                 |       |      |       |       |       |      |       |      |      |       |
| Źródło: UCI     |       |      |       |       |       |      |       |      |      |       |